# Pang Junxu
Pang Junxu (chinesisch 庞俊旭, Pinyin Páng Jùn Xù; * 15. Februar 2000 in Bozhou, Provinz Anhui) ist ein chinesischer Snookerspieler. 2020 qualifizierte er sich für die Profitour.

## Karriere
Pang Junxu begann schon im Kindesalter mit dem Billardspielen. Er zeigte großes Talent und kam mit 8 Jahren nach Wuxi, um professionelles Fördertraining zu bekommen. Er gehörte zu den besten Jugendspielern seines Landes und wurde 2011 Vizemeister in der Jugendserie. Mit 13 Jahren durfte er in der Saison 2013/14 erstmals an der Asian Tour der Players Tour Championship teilnehmen. Zwar dauerte es bis zum vierten Turnier, dem Dongguan Open, bis er seinen ersten Sieg holte, dann erreichte er aber die Runde der Letzten 32, wo er gegen Ken Doherty mit 1:4 ausschied. Es war sein einziger Erfolg in 3 Jahren PTC. 2017 erreichte er als 17-Jähriger bei der U21-Weltmeisterschaft im eigenen Land immerhin das Achtelfinale, doch erst 2019 kam sein Durchbruch. Aufgrund nationaler Leistungen bekam er Wildcards für die China Open und die Weltmeisterschaftsqualifikation. Bei der WM schlug er den Profispieler Stuart Carrington mit 10:6 und konnte danach auch gegen Kurt Maflin mithalten, obwohl er 7:10 verlor. Danach nahm er an der Q School teil, um sich für die Profitour zu qualifizieren, blieb aber erfolglos. Noch im selben Jahr erreichte er bei der U21-WM das Finale, das er gegen seinen Landsmann Zhao Jianbo mit 1:6 verlor und bei der Amateur-WM gegen Ende des Jahres kam er bis ins Halbfinale.
Weitere Wildcards konnte er in der Saison 2019/20 zwar nicht nutzen, dafür spielte er eine sehr erfolgreiche nationale Profitour. Er erreichte Platz 2 der CBSA-Tour-Wertung und bekam dadurch die Startberechtigung für die Snooker Main Tour der folgenden beiden Jahre. Seine Profikarriere begann der Chinese mit drei Niederlagen in der Startgruppe der Championship League. Doch schon beim anschließenden European Masters kam er mit zwei klaren Siegen in Runde 3, besiegte dort den Weltranglisten-17. Barry Hawkins mit 5:2 und erreichte das Achtelfinale. Nach zwei Auftaktniederlagen wiederholte er bei der UK Championship den Erfolg: Mit Tom Ford und Noppon Saengkham schlug er zwei Top-32-Spieler, kämpfte dann die Nummer 9 der Rangliste Stephen Maguire mit 6:5 nieder und schied erst im Achtelfinale aus. Bei der WST Pro Series verpasste er mit 5 Siegen in der Gruppe nur knapp den Einzug in die Runde der Letzten 32. Die erreichte er beim German Masters, nachdem er mit Mark Allen einen weiteren Topspieler mit 5:2 geschlagen hatte. Bei den Welsh Open traf er in Runde 2 auf seinen Landsmann Ding Junhui und sein 4:2-Sieg war sein dritter Erfolg über einen Top-10-Spieler in seiner Debütsaison. Anschließend erreichte er nach einem Sieg über Martin O’Donnell sein drittes Achtelfinale. Die Gibraltar Open beendete er ebenfalls unter den Letzten 32. Mit nur einem Jahr in der Wertung stand er damit zu Beginn der Saison 2021/22 bereits auf Platz 66 der Weltrangliste.

## Erfolge
Profiturniere:
- Halbfinale: Welsh Open (2023)
- Viertelfinale: German Masters (2023)
- Achtelfinale: UK Championship (2020), European Masters (2020, 2022), Welsh Open (2021)

Amateurturniere:
- U21-Weltmeisterschaft: Finalist 2019